# Лютка-дриада
Лютка-дриада, или Лютка дриада (лат. Lestes dryas) — вид стрекоз рода Lestes из семейства Лютки (Lestidae). Голарктика: Северная Америка, Северная Евразия, Северная Африка. Включён в Международную Красную книгу МСОП. Красная книга Кабардино-Балкарской Республики и Красная книга Костромской области.

## Описание
Длина тела — до 40 мм, размах крыльев до 33 мм. Голова в задней части чёрная. Птеростигма одноцветная (бурая). Стрекозы с тонким удлинённым телом, металлически блестящие. В покое держат крылья открытыми. Маска у личинок ложковидная. Летают с июня по сентябрь. Личинки и взрослые стрекозы хищники. Связаны с мелкими стоячими или пересыхающими водоёмами.

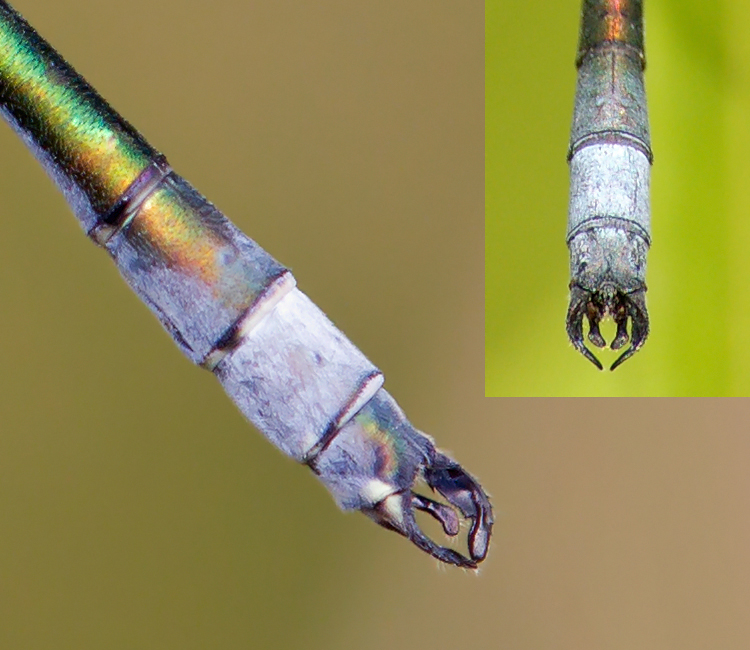
Гениталии самца L. dryas
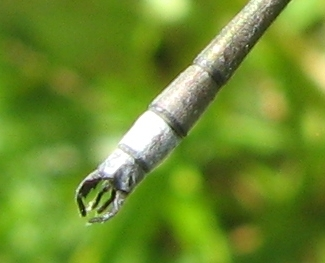
Гениталии самца
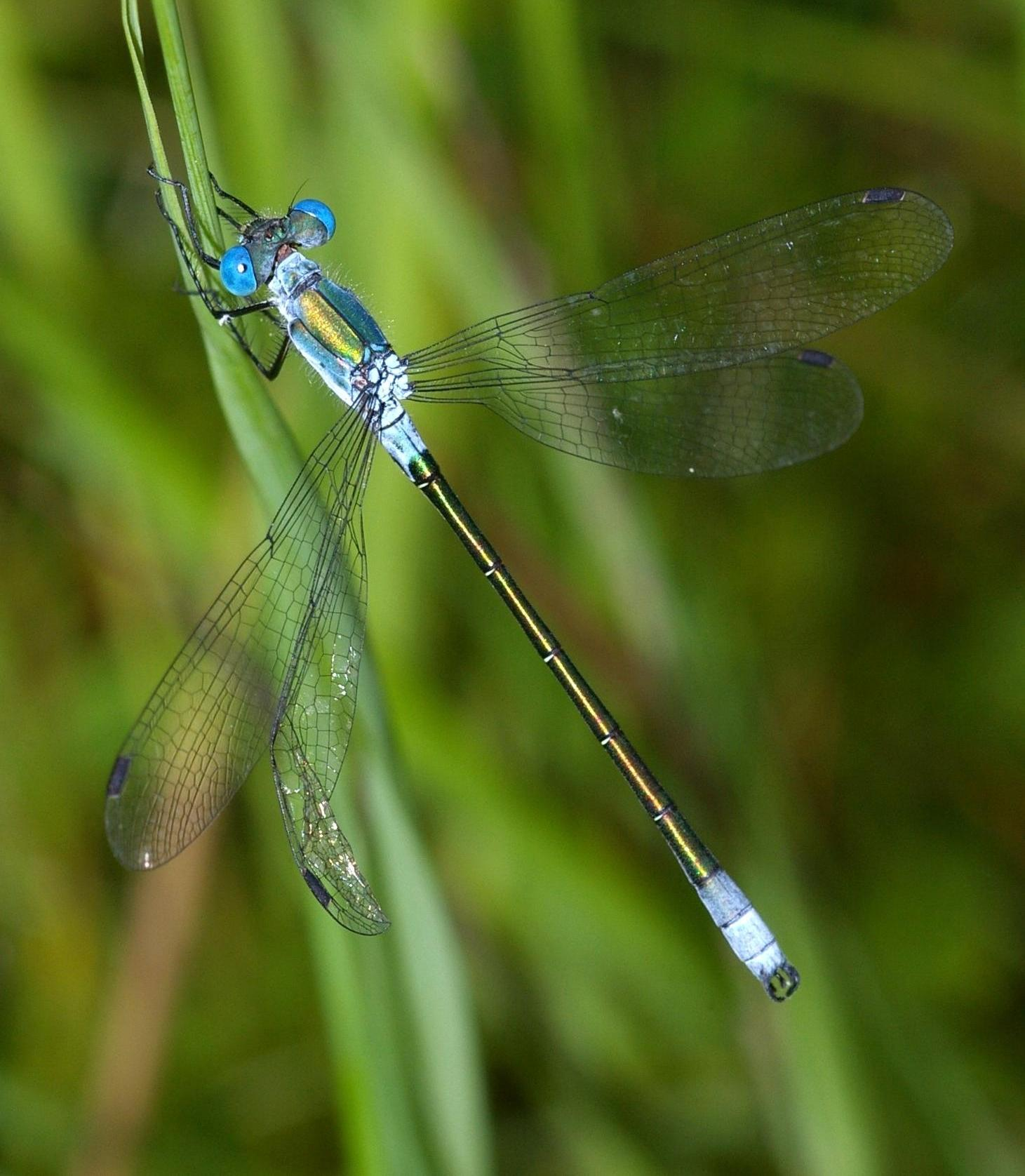
Самец
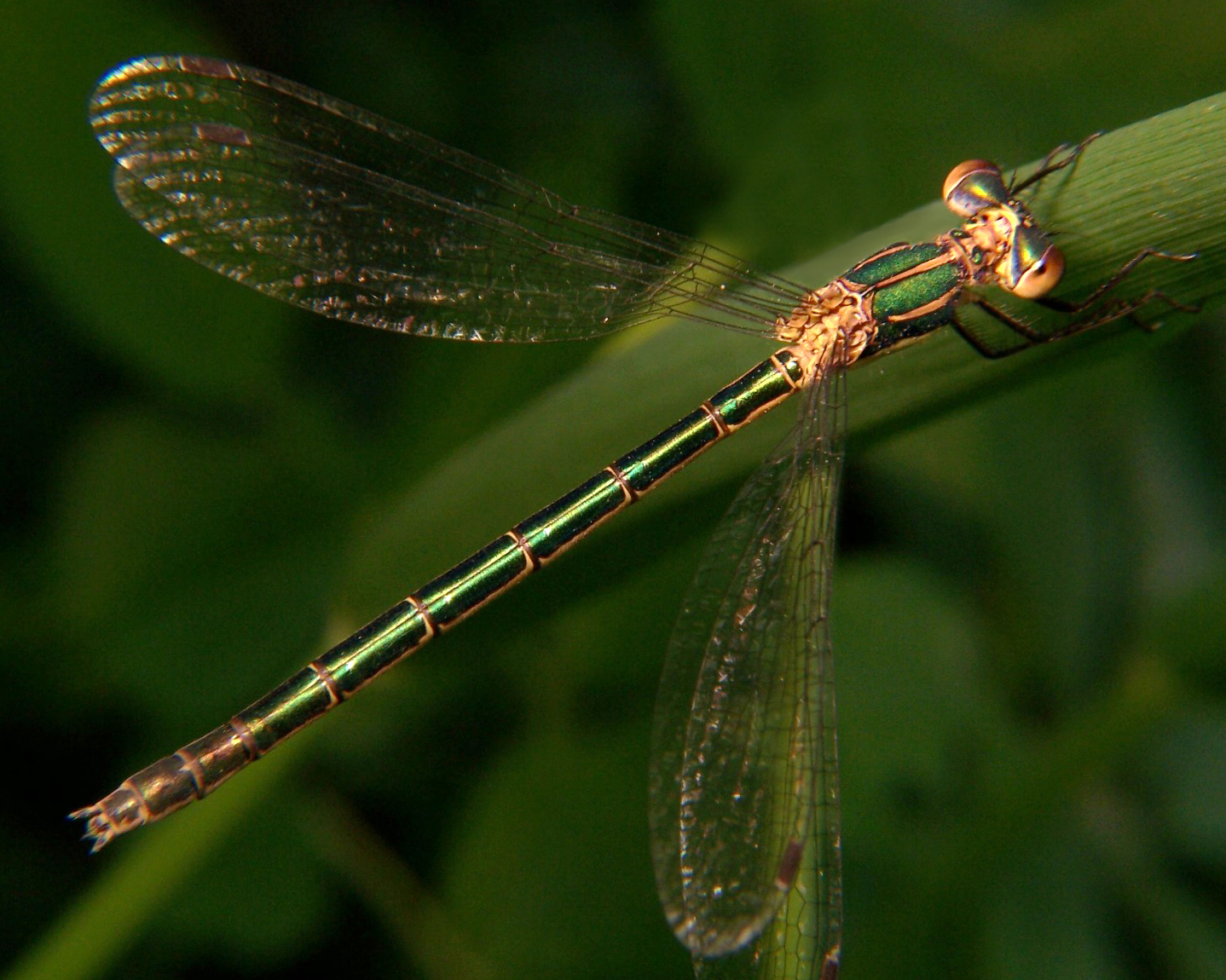
Самка